# Monomaquídeos

Monomaquídeos (Monomachidae) é uma pequena família de vespas parasitoides da ordem de insetos Hymenoptera. São vespas de formato alongado e porte moderado, pálidas, com grandes mandíbulas.

## Morfologia
As vespas Monomachidae geralmente medem 9.5-11.2 mm em comprimento (com os recordes extremos entre 8 e 18 mm), sendo muito variáveis em cor, desde o marrom, bege ou mesmo amarelo ou verde; mas nunca pretas. Normalmente, as espécies apresentam dimorfismo sexual, onde as fêmeas diferem dos machos pelo formato do metassoma, que curva-se como uma foice; o metassoma dos machos é mais fino e fica sempre ereto alongado, engrossando na ponta. Todas vespas desta família apresentam mandíbulas grandes, de formatos únicos variados. As asas anteriores apresentam venação com células largas, ao menos 5 presentes, e estigma estreito; asas posteriores com venação presente, mas simples. Ovipositor bem curto, sempre recolhido dentro do oitavo segmento metassomal.

## Distribuição e Comportamento
A família contém por volta de 15 espécies descritas pelo mundo, classificadas por três gêneros. Todas espécies da família ocorrem no hemisfério Sul, principalmente nos trópicos do Novo Mundo, com algumas na Austrália e na Nova Guiné. São 23 espécies registradas pela Região Neotropical, sendo 15 ocorrentes no Brasil.
A biologia geral destas vespas é ainda pouco conhecida, sendo parasitoides de moscas (Diptera). Uma espécie australiana parasita ovos de Boreoides (Diptera: Stratiomyidae), e outra ataca Chiromyza vittata.
As vespas adultas ficam mais ativas nas épocas mais frias do ano, por um período de tempo relativamente curto. Machos e fêmeas comportam-se diferente enquanto adultos: enquanto as fêmeas voam próximas do solo na busca por seus hospedeiros, os machos costumam voar mais alto em busca de fêmeas, frequentemente em pequenos enxames. Por conta deste comportamento, ocasionalmente grandes quantidades de vespas Monomachidae podem ser capturadas no campo de uma vez.

## Gêneros
Os seguintes gêneros são reconhecidos na família Monomachidae:
- Chasca Johnson & Musetti, 2012
- Monomachus Klug, 1841
- Tetraconus Szépligeti, 1903